# Anisocampium
Anisocampium, rod papratnica, dio porodice Athyriaceae; 4 vrste i 1 hibrid.
Rod je raširen po istočnoj Aziji, južnoj Himalaji, Indokini, jedna vrsta na Šri Lanki i Maleziji

## Vrste
1. Anisocampium cumingianum C.Presl
2. Anisocampium cuspidatum (Mett. ex Bedd.) Y.C.Liu, W.L.Chiou & M.Kato
3. Anisocampium niponicum (Mett.) Yea C.Liu, W.L.Chiou & M.Kato
4. Anisocampium sheareri (Baker) Ching
5. Anisocampium ×saitoanum (Sugim.) M.Kato

## Sinonimi
- Kuniwatsukia Pic.Serm.
- Microchlaena Ching